# 증오 (1995년 프랑스 영화)
《증오》(La Haine, Hate)는 프랑스에서 제작된 마티유 카소비츠 감독의 1995년 드라마, 범죄 영화이다. 뱅상 카셀 등이 주연으로 출연하였고 크리스토프 로씨뇽 등이 제작에 참여하였다.

## 출연

### 주연
- 뱅상 카셀
- 휴버트 콘드
- 세이드 타그마오우이

### 조연
- 로랑 라바세
- 브느와 마지멜

## 기타
- Line PD: 질 사쿠토
- 의상: 비르지니 몬텔
- Ass-PD: 알랑 로카

## 같이 보기
- 레 미제라블 (2019년 영화)